# Avortement à Brunei
L'avortement à Brunei n'est légal que lorsqu'il est pratiqué pour sauver la vie d'une femme. En 2019, la loi pénale de la charia est remise en vigueur et des exécutions par lapidation peuvent se substituer aux condamnations à l'emprisonnement.

## Historique
En 2002, à Brunei, une femme qui provoque son avortement encourt jusqu'à sept ans de prison. La peine pour quelqu'un qui pratique un avortement est de 10 à 15 ans,.
En 2014, le gouvernement de Brunei met en œuvre la loi pénale charia pour punir l'avortement avec exécution par lapidation.
En 2016, une femme de 22 ans est condamnée à six mois de prison pour avoir obtenu un avortement en utilisant une pilule abortive. Elle encourt une peine maximale de sept ans.
Depuis 2019, la nouvelle loi pénale islamique est d'application. L'avortement ne peut être pratiqué que pour sauver la vie de la femme. Tout autre cas peut être puni de lapidation.